# Кадијски крст (Књажевац)
Кадијски крст је археолошко налазиште у југозападном делу Књажевца, са десне стране Сврљишког Тимока и пута Књажевац — Сврљиг, на северном обронку брда Липовица, које припада северном делу планине Тресибаба. Археолошко налазиште на овом потесу констатовано је 1987. године када је прикуплен археолошки материјал, фрагменти праисторијске керамике и нешто мањи број античке и средњовековне. Од значајних налаза издвајају се богато украшена здела Басараби типа и један изузетно добро очуван дуги средњовековни мач.
Каснијим ископавањима на локалитету су констатовани слојеви који припадају бронзаном добу и старчевачкој култури. Осим керамике откривени су и кремени одбици, ножићи, део жрвња од крупнозрног пешчара, животињске кости, мањи уломци печеног лепа, као и остаци укопане земунице. Око 80 m северно од десне обале Сврљишког Тимока откривене су три веће неорнаметисане, глачане керамичке посуде и пехари са кратким широким тракастим дршкама који упућују на везу са културама раног бронзаног доба, пре свега Бубањ Хум III.